# Juraj Palkovič (tanár)
Juraj Palkovič, magyarosan: Palkovics György (Rimabánya (Gömör megye), 1769. február 27. – Pozsony, 1850. június 13.) ágostai evangélikus líceumi tanár.

## Élete
A soproni evangélikus líceumban tanult, 1792-ben a nyári félévben pedig a jenai egyetemre iratkozott be. Hazájába visszatérve, egy ideig a losonci református gimnáziumban tanított mint helyettes tanár, azután báró Prónay Gábor, később herceg Porcia házában nevelősködött; időközben Vácon is tanította a szlovák nyelvet. 1803-ban Pozsonyba jött az evangélikus líceumhoz mint a szlovák nyelv tanára és e minőségben 34 évig működött; ugyanott egyszersmind a szláv irodalmi társaság titkára volt. Több évig Korpona szabad királyi város követe volt a pozsonyi országgyűlésen. Takarékos, sőt fukar ember volt; 81 éves korában maga ment a piacra meszet vásárolni József utcai házának tatarozására és azt maga vitte haza; az úton megbotlott, megsérült és meghalt 1850. június 13-án Pozsonyban. 1847. november 1-jén két darab pozsonyi I. takarékpénztári részvényt adott a pozsonyi alumneumnak oly feltétel alatt, hogy ha családbeli akad, az ingyenes helyet kapjon az alumneumban. A líceumi szlovák nyelvi tanszékre 2000 forintot, az alumneumra 1200 forintot, a tanárok özvegyeinek nyugdíjintézetére, kisdedóvóintézetre, az evangélikus kórházra pedig kisebb összegeket hagyományozott.

## Művei
- Dva buchy a tři šuchy. Slovenská komedie k zasmání se pro pána a sedláka. Pozsony, 1800. (2. jav. kiadás. Uo. 1810. Két bolond és három lusta, vígjáték az urak és pórnép számára).
- Kunsst prodlauženj žiwota lidského. Vácz, 1800. (Hufeland Makrobiotikájának tót ford.).
- Můza se slovenských hor, swazeček prwny. Vácz, 1801. (A tót hegyi múzsa, költemények és az Ilias első énekének fordítása).
- Poučeni o očkowáni neb inokulowánj krawských osipek... a t. d. Pozsony, 1802. (A himlőoltás tanítása. Ism. Annalen. Wien, 1807. II. 1. sz.).
- Známost wlasti. Nywjc pro sskoly slowenské w vhřjch sepsal a na svug naklad wydal... Oddělenj prwnj. Známost geografická. Uo. 1804. (A magyar hon ismertetése).
- Biblia sacra. Biblia svatá. Hely n. 1808. (A králiczi cseh-tót biblia revideálva).
- Výtach z artikulů snémovnich ... Pozsony, 1808. (Az országgyűlési törvényczikkek kivonata. Magyarország alkotmánya a XIX. században).
- Knižečka o wyočowánj sskolnjm, anab metodologia ... od Mich. Steigel ... Uo. 1811. (Methodologia, ford.).
- Katechysmus doktora Martina Luthera. Uo. 1813 és 1815. (Ág. ev. káté).
- Smlouvat pokoje ... Uo. 1814. (Békekötés az ausztriai császár és franczia király közt).
- C. Kr. Patenty o způsobu vybytí papírových a navráčeni dobnjch penez a založení banky vidané v Vidni r. června 1816. Uo. 1816. (Ford. Cs. kir. Patens a papirpénzről és a bank jegyeiről).
- Obrana vydavatele Týdenníka proti útržce dávního soka jeho K. Moravského. Uo. 1818. (A hetilap kiadójának védelme a támadónak gáncsoskodásai ellen. Polemikus munka a cseh helyesírást és nyelvtant érdeklőleg).
- Böhmisch-deutschlateinisches Wörterbuch mit Beyfügung der den slowaken und Mähren eigenen Ausdrücke und Redensarten zunächst für Schulen durchaus neu bearbeitet, auch mit einem vollständigen deutschen Wortregister versehen. Prag, 1820-21. Két kötet. (A II. kötet Pozsonyban jelent meg).
- Abkunft der Magyaren. Uo. 1827. (Ezen munkáját megtámadta Dankovszky, a mire P. következő munkájával felelt).
- Ein Paar Worte über die Schrift: Abkunft der Magyaren, dargethan von Schlözer in seinem Nestor. Pressburg, 1827.
- Bestreitung der Neuerungen in der böhmischen Orthographie, mit Berücksichtigung der jüngst von Hrn Prof. Joseph Jungmann herausgegebenen Beleuchtung dieser Streitfrage. Uo. 1830.

Szerkesztette a szlovák naptárt: Kalandár nový i starý 1802-1836., a szlovák hetilapot: Tydennik 1812-18. és a szlovák folyóiratot: Tatranka 1832-1847. Pozsonyban.